# Intercontinental Cup hockey 1985
Het derde hockeytoernooi om de Intercontinental Cup had plaats van donderdag 10 oktober tot en met zondag 20 oktober 1985 in Barcelona, Spanje. De beste vijf landen plaatsten zich voor het WK hockey 1986 in Londen, Groot-Brittannië. 

## Poule-indeling
Groep A:
- Argentinië, Ierland, Nieuw-Zeeland, Polen, Zimbabwe en Zuid-Korea

Groep B:
- België, Canada, Japan, Kenia, Maleisië en Spanje

## Eindklassering
1. Spanje*
2. Nieuw-Zeeland*
3. Polen*
4. Canada*
5. Argentinië*
6. Ierland
7. Kenia
8. Maleisië
9. België
10. Japan
11. Zuid-Korea
12. Zimbabwe

* = Geplaatst voor WK hockey 1986 in Londen, Groot-Brittannië